# Zypressenwolfsmilch-Glasflügler

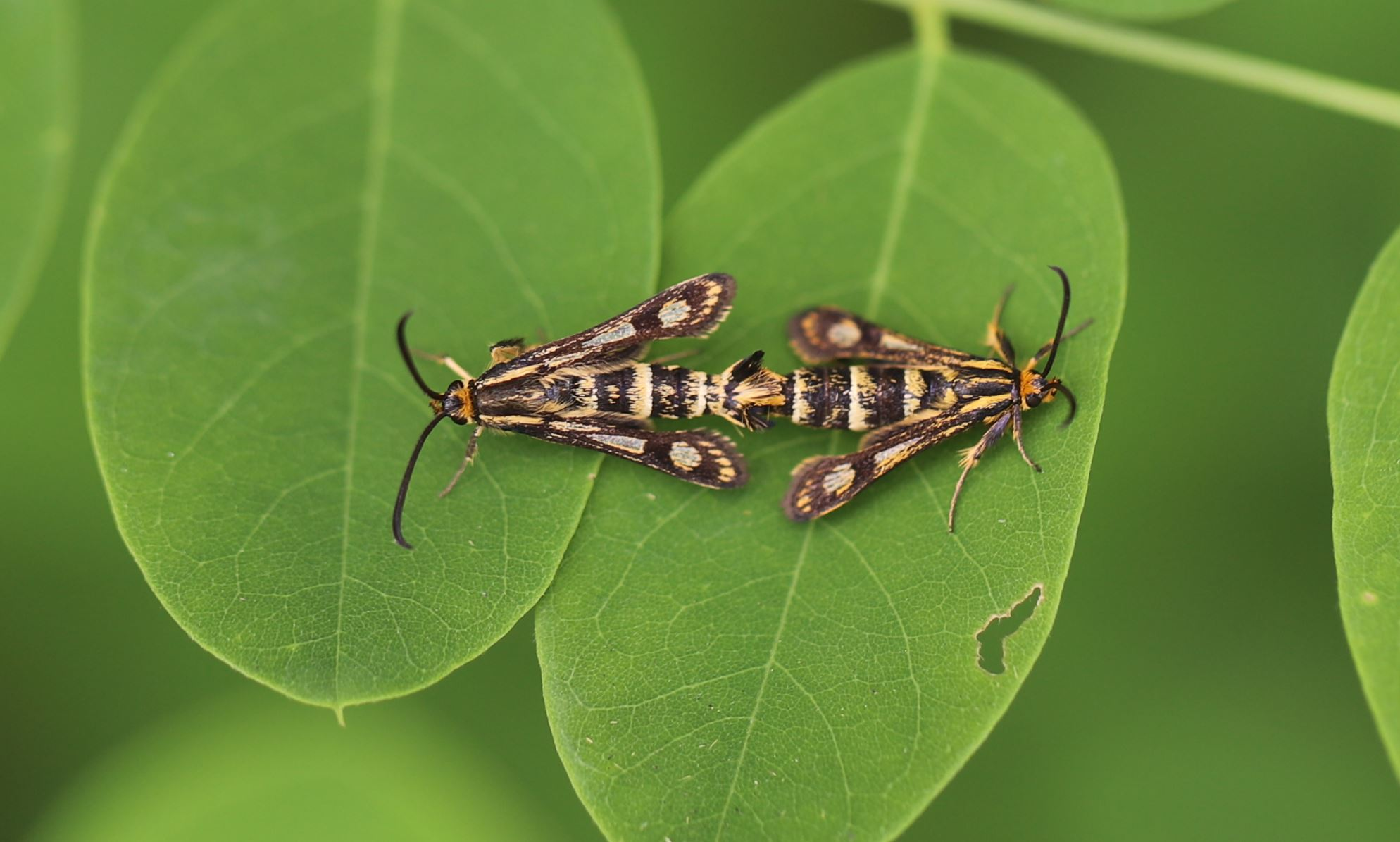
Kopula in der 2. Junihälfte

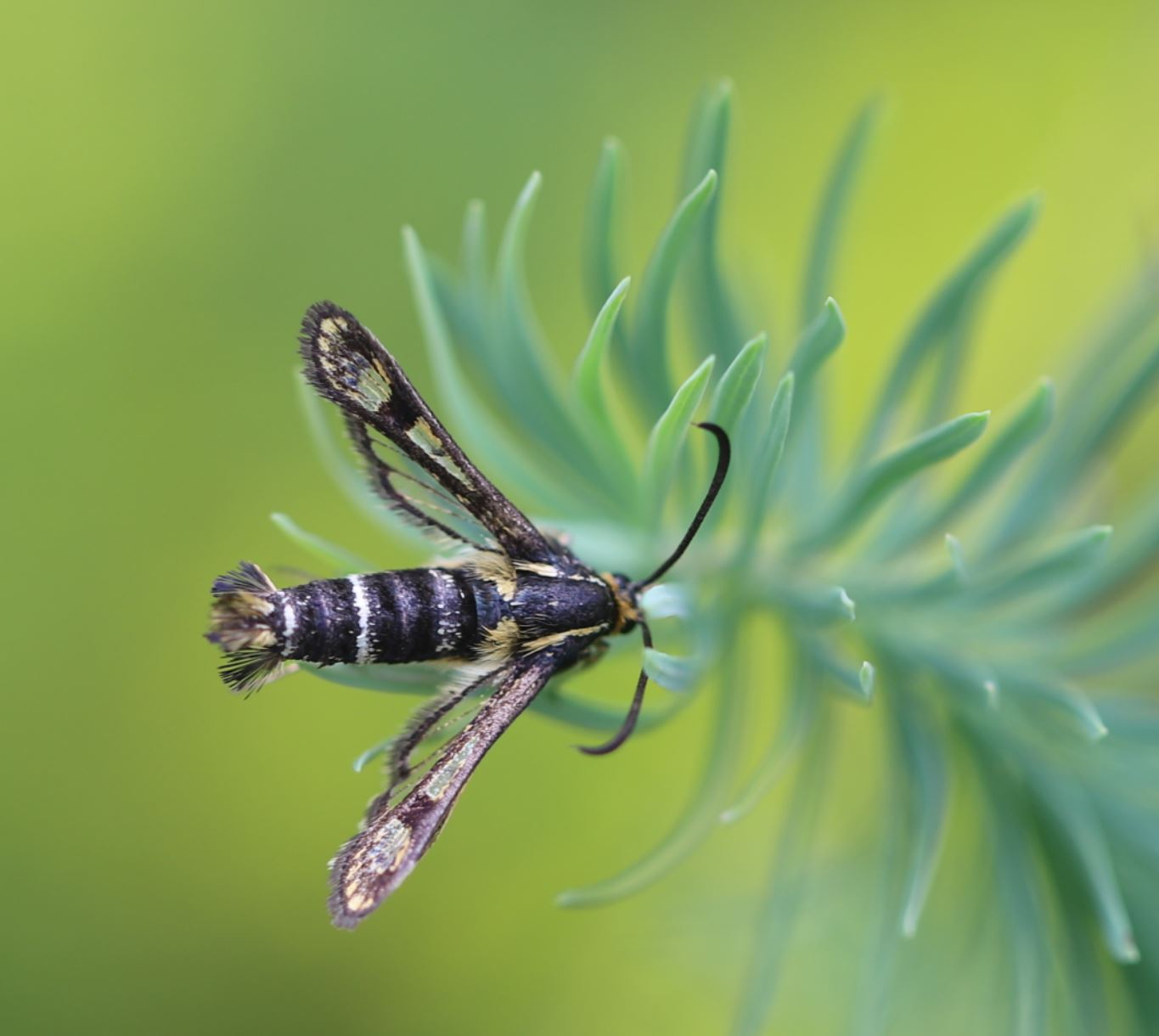
Männchen an Zypressenwolfsmilch

Der Zypressenwolfsmilch-Glasflügler (Chamaesphecia empiformis) ist ein Schmetterling aus der Familie der Glasflügler (Sesiidae).

## Merkmale
Die Falter erreichen eine Flügelspannweite von 13 bis 22 Millimetern. Sie haben durchsichtige Flügel, deren Flügeladern und Ränder fahlgelb und dunkel beschuppt sind. Auf den Vorderflügeln ist eine breite, schwarze Querbinde erkennbar. Der Hinterleib ist fahl gelb und teilweise dunkel beschuppt, wobei Ringe zu erkennen sind. Am Hinterleibsende sitzt ein breiter, dunkler und am Vorderrand und in der Mitte gelber Fächer.

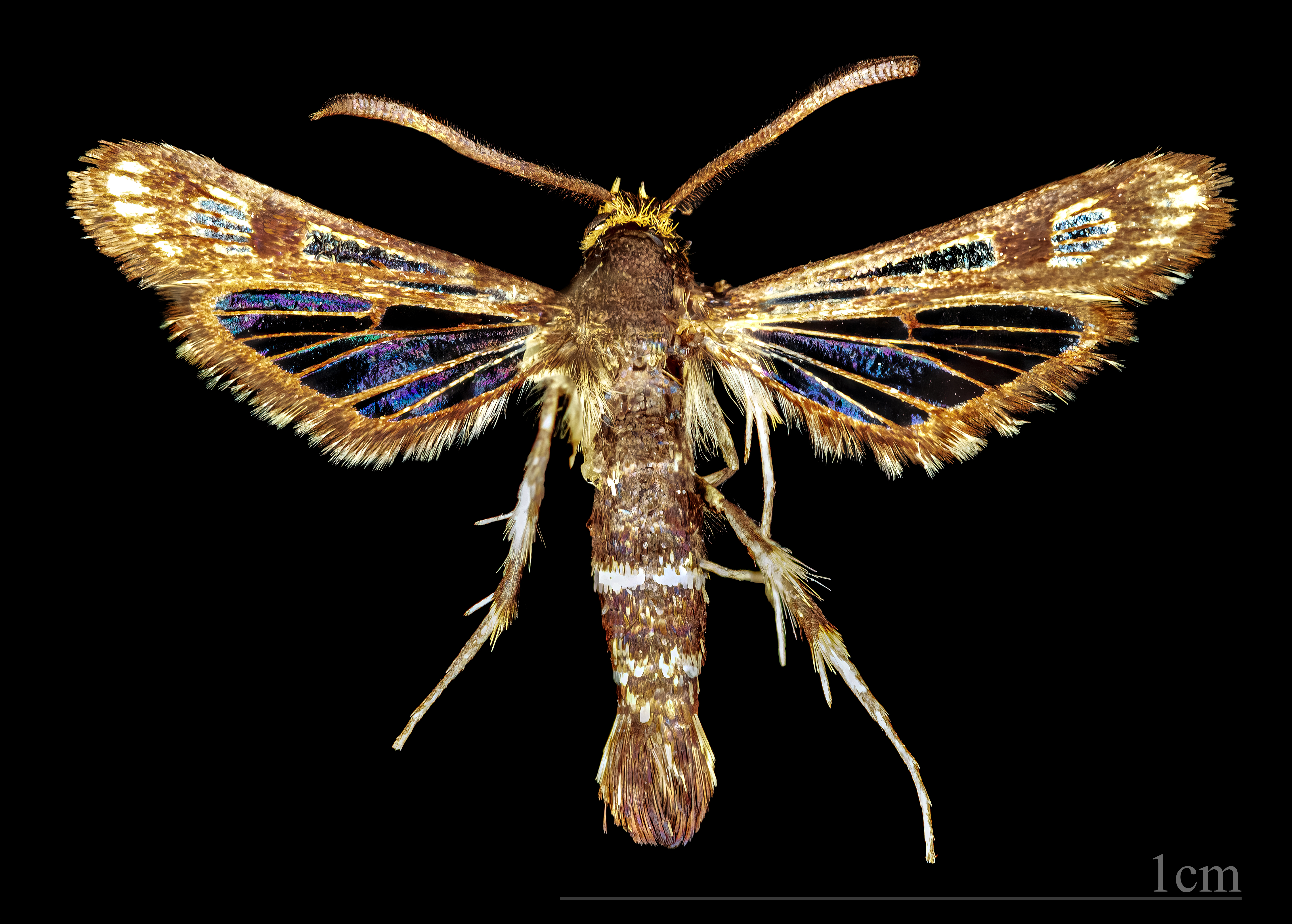
♂
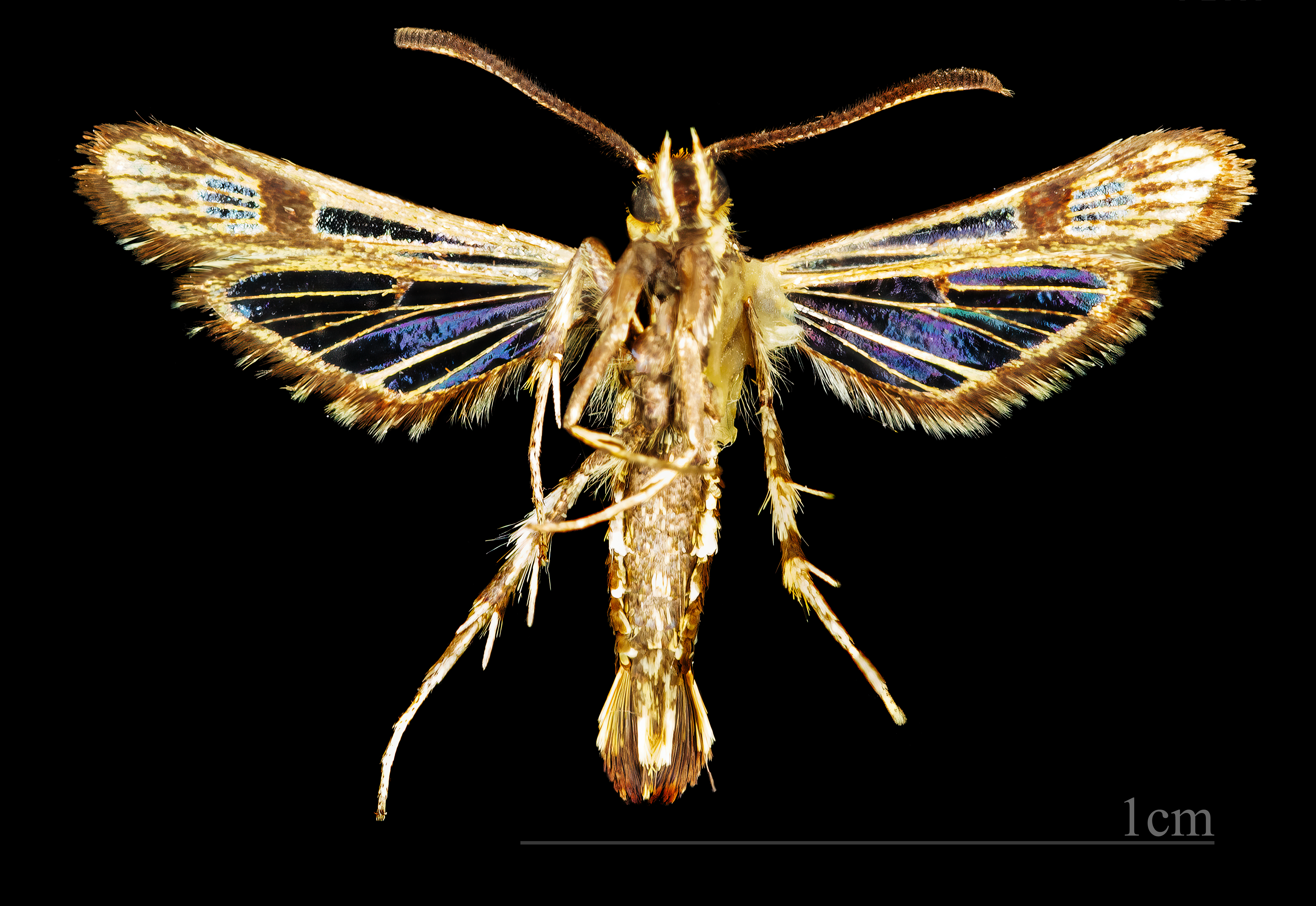
♂ △
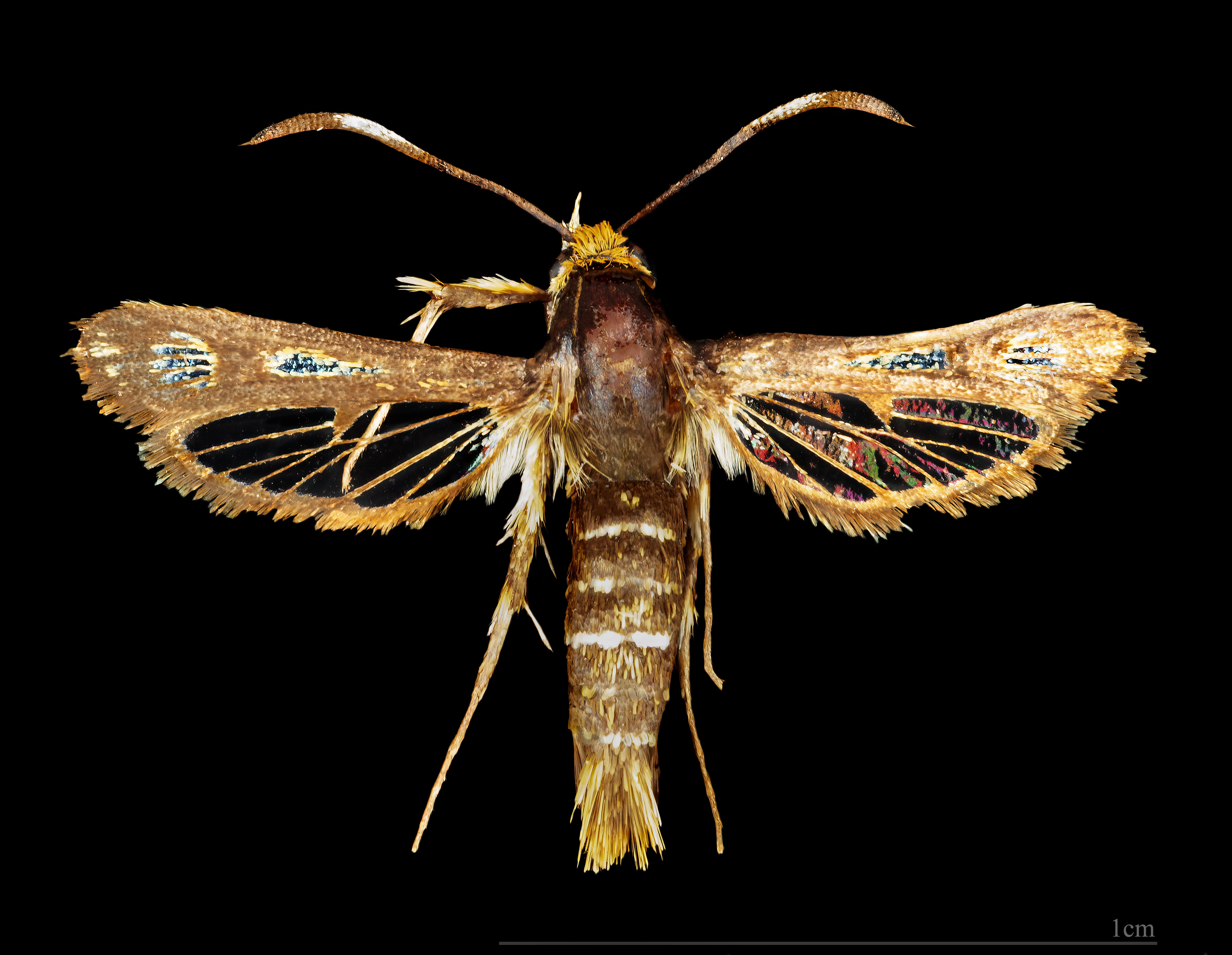
♀
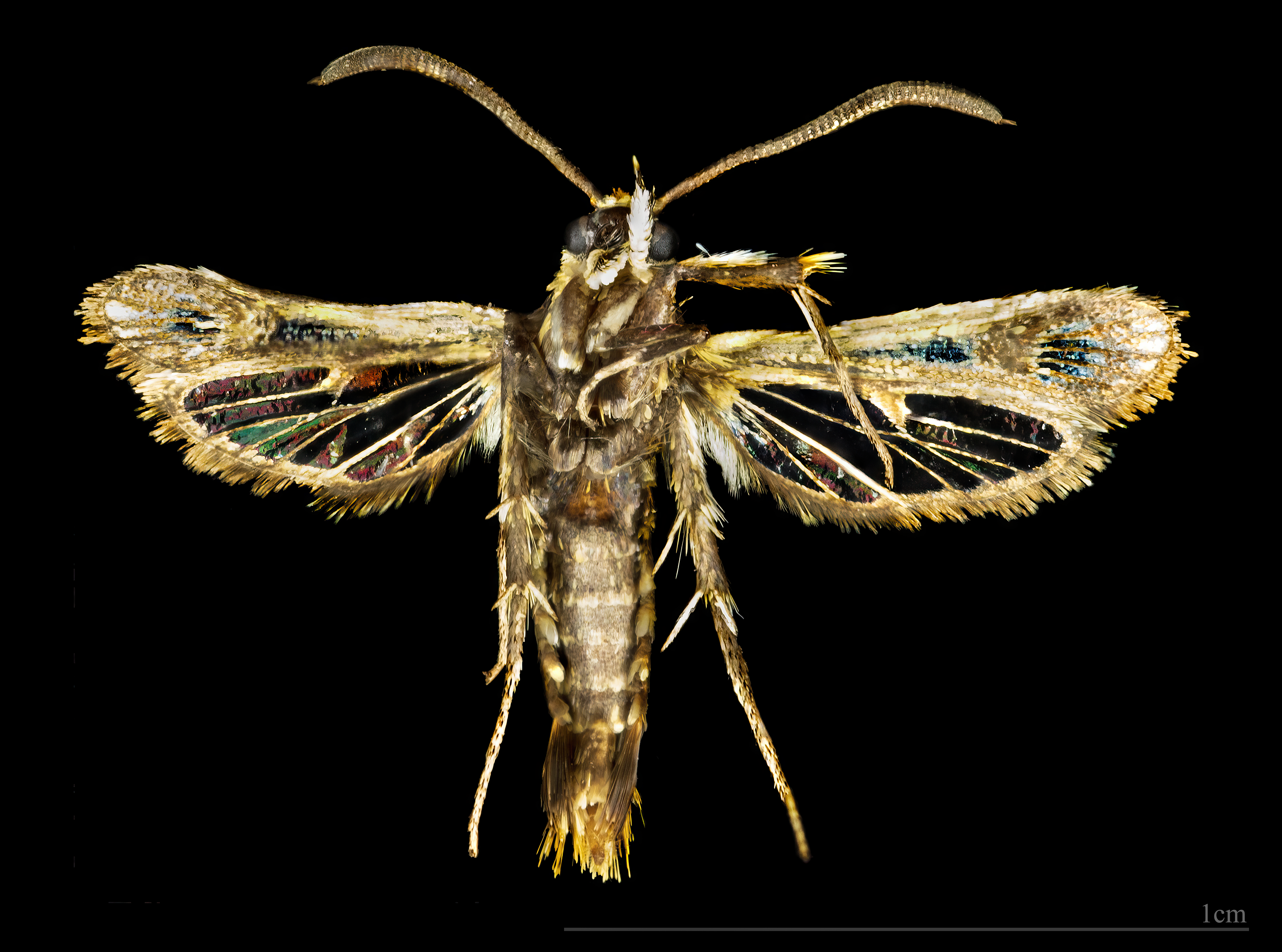
♀ △

Die Raupen werden ca. 20 Millimeter lang. Sie sind weißlich gefärbt und haben einen braunen Kopf. Das Nackenschild ist nur sehr schwach verhärtet.

## Vorkommen
Die Tiere leben in offenen und trockenen Gebieten, wie z. B. auf Trockenrasen, in Kiesgruben oder an Waldrändern, in denen ihre Futterpflanze wächst.

## Lebensweise
Die tagaktiven Falter sind wegen ihrer geringen Größe nur schwer zu erkennen, man findet sie aber beim Nektarsaugen an Zypressen-Wolfsmilch (Euphorbia cyparissias), Liguster (Ligustrum spec.) und Wasserdost (Eupatorium spec.).

### Flug- und Raupenzeiten
Die Falter fliegen von Ende Mai bis Ende August, die Raupen findet man von September bis Mai des nächsten Jahres.

### Nahrung der Raupen
Die Raupen ernähren sich monophag von Zypressen-Wolfsmilch (Euphorbia cyparissias), in deren verholzten Wurzelstöcken sie leben.

## Entwicklung
Die Weibchen legen ihre ovalen, schwarzen Eier einzeln auf die Blätter ihrer Futterpflanze. Die daraus schlüpfenden Raupen fressen sich im Wurzelstock der Pflanzen einen sechs bis sieben Zentimeter langen Gang. Im Herbst vertrocknen die Pflanzen viel früher als nicht befallene. Die Verpuppung erfolgt im Wurzelstock.